# Lorenz Beck
Lorenz Friedrich Beck (* 4. Januar 1969 in Potsdam-Babelsberg; † 21. Dezember 2013 in Potsdam) war ein deutscher Archivar, Historiker und Paläograf.

## Leben und Wirken
Der Sohn des Potsdamer Archivars und Historikers Friedrich Beck trat beruflich in die Fußstapfen des Vaters. Er studierte Archivwissenschaft, Geschichte und Germanistik an der Humboldt-Universität zu Berlin und der Freien Universität Berlin und besuchte die Archivschule Marburg, die er 1999 erfolgreich abschloss. 1999 legte er an der Technischen Universität Berlin die von Gerd Heinrich und Ernst Pitz betreute Dissertation Herrschaft und Territorium der Herzöge von Sachsen-Wittenberg (1212–1422) vor, mit der er zum Dr. phil. promoviert wurde. Als wissenschaftlicher Archivar war er bis 2006 am Sächsischen Hauptstaatsarchiv Dresden tätig und übernahm dann als Direktor das Archiv der Max-Planck-Gesellschaft in Berlin.
Lorenz Beck war u. a. Mitglied des Verbands deutscher Archivarinnen und Archivare, wo er sich besonders im Arbeitskreis „Aktenkunde des 19. und 20. Jahrhunderts“ betätigte. Im heraldischen Verein HEROLD. Verein für Heraldik, Genealogie und verwandte Wissenschaften zu Berlin e. V. war er als stellvertretender Vorsitzender aktiv, wobei er sich besonders um die Historischen Hilfswissenschaften bemühte. Die Deutsche Wappenrolle führte er als Vorsitzender des Heroldsausschusses. Als stellvertretender Leiter war er ebenfalls in der Landesgeschichtlichen Vereinigung für die Mark Brandenburg tätig und war außerdem Mitglied der Brandenburgischen Historischen Kommission.
Lehrveranstaltungen u. a. in Aktenkunde gab er an der Fachhochschule Potsdam und der Archivschule Marburg. Er galt neben seinem Vater als einer der besten Kenner der klassischen Paläografie im deutschsprachigen Raum.
Lorenz Beck war mit Marion Kazemi Herausgeber der von Eckart Henning begründeten Veröffentlichungen aus dem Archiv der Max-Planck-Gesellschaft.

## Schriften (Auswahl)
- Herrschaft und Territorium der Herzöge von Sachsen-Wittenberg (1212–1422) (= Bibliothek der Brandenburgischen und Preußischen Geschichte, Band 6). Berliner Wissenschafts-Verlag, Potsdam 2000.
- mit Friedrich Beck: Die Lateinische Schrift. Schriftzeugnisse aus dem deutschen Sprachgebiet vom Mittelalter bis zur Gegenwart. Böhlau, Köln u. a. 2007, ISBN 978-3-412-12506-6.
- mit Frank Göse (Hrsg.): Brandenburg und seine Landschaften. Zentrum und Region vom Spätmittelalter bis 1800. Tagung der Landesgeschichtlichen Vereinigung für die Mark Brandenburg e.V. im Haus der Brandenburgisch-Preußischen Geschichte am 22. November 2008. Lukas, Berlin 2009.
- Peter Bahl (Hrsg.): Lorenz Friedrich Beck. Landesgeschichte und Historische Hilfswissenschaften. Ausgewählte Aufsätze (= Schriftenreihe des Wilhelm-Fraenger-Instituts Potsdam, Band 14 = Einzelveröffentlichungen des Brandenburgischen Landeshauptarchivs. Band 16). Verlag für Berlin-Brandenburg, Berlin 2016, ISBN 978-3-945256-56-5.
  - Bibliographie Lorenz Friedrich Beck.